# Porto di Porto Torres
Il porto di Porto Torres (in sigla PTO) è il secondo porto della Sardegna per traffico passeggeri. Il porto di Porto Torres è classificato II° categoria – I° classe.

## Storia
Nonostante la fondazione della città di Porto Torres sia da attribuire ai Romani, i primi a sfruttare l'area per attività portuali furono i Fenici. Nonostante la costa sia priva di insenature naturali potenzialmente utili alla creazione e lo sviluppo di un bacino portuale, l'area del porto di Porto Torres si colloca nella zona più protetta del Golfo dell'Asinara, oltre al fatto che la stessa isola dell'Asinara protegge la zona dai venti di Ponente e dal Maestrale. Ai tempi Romani della Colonia Iulia il porto risultava essere un semplice approdo per le imbarcazioni che trasportavano grano e olio fino alla foce del Tevere con destinazione Roma.
(William Henry Smyth, ufficiale della Royal Navy, nel 1823)
Durante il periodo sabaudo (1720-1860) i traffici tra Porto Torres e i maggiori porti della Liguria e della Toscana aumentarono considerevolmente,e fu proprio in questo periodo che si diede inizio a una lunga serie di lavori atti alla modernizzazione e ampliamento del porto che diedero le basi all'area portuale attuale. Tali lavori, che partirono dal 1840, si conclusero ufficialmente solo nel 1930. Tuttavia dal secondo dopoguerra in poi oltre alla creazione della zona industriale e il suo relativo porto (un bacino portuale di considerevoli dimensioni e totalmente indipendente dal punto di vista strutturale dal porto principale) furono effettuati ulteriori lavori di modifica e adeguamento anche al porto cittadino (il cosiddetto "porto commerciale / turistico"); lavori che terminarono solo nei primi anni del duemila.

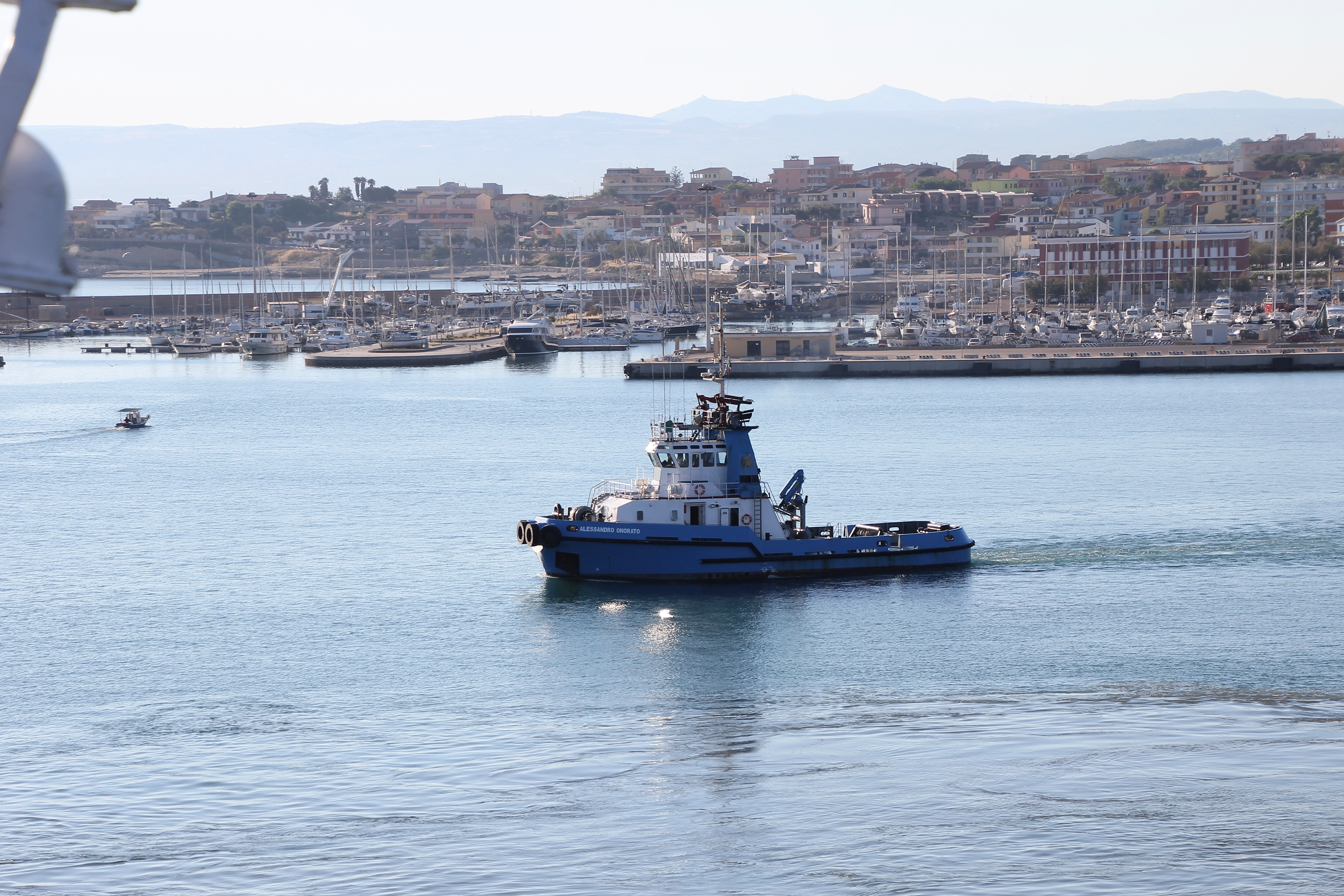
Il porto turistico

## Il porto oggi
(Tratto di un articolo de La Nuova Sardegna di martedì 28 luglio 1992 riferito alla nascita storica del porto.)

### Il porto commerciale
Il molo commerciale è la parte antica del porto, facilmente raggiungibile sia dal nuovo che dal vecchio tracciato della strada statale 131 Carlo Felice.
Banchina del molo antico
La parte più vecchia del porto è chiamata molo antico. Questa porzione risale all'epoca romana e, successivamente, venne utilizzato come scalo durante il Regno di Sardegna. In seguito fu attrezzato per l'imbarco di minerali ferrosi che, per mezzo di una teleferica, venivano trasportati fino al molo antico dalle torri poste sul fiume. Per questo motivo la parte ovest del molo antico è chiamata banchina della teleferica. Su quest'ultima sorge il palazzo della sanità marittima e a breve anche il mercato ittico (in fase di realizzazione). Attualmente vi attracca il traghetto per l'isola dell'Asinara.
Banchina Antonio Segni
È la banchina che va a delimitare verso est il bacino del molo antico. Nell'ultimo decennio sulla banchina si sono effettuati lavori per l'adattamento della stessa alle nuove grandi navi. A lavori ultimati sarà la banchina destinata all'attracco delle navi da crociera.
Banchina dell'Alto Fondale
È la banchina che chiude il porto; alla sua estremità è posta la statua della Madonna. Qui attraccano le navi passeggeri delle compagnie di navigazione La Méridionale e Moby Lines e un'area per il bunkeraggio. La sua costruzione risale agli anni compresi tra il 1950 e il 1960.
Banchina di Ponente
È l'estremità massima del porto commerciale verso ovest e per questo è chiamata banchina di ponente. Attualmente sono in corso lavori di ampliamento che, terminati i quali, consentiranno l'ormeggio di tre navi di grosse dimensioni. Uno dei tre moli consentirà di attraccare navi di dimensioni superiori ai 300 metri di lunghezza.
Strutture del porto commerciale
- Stazione marittima
- Stazione ferroviaria
- Capitaneria di porto, nei pressi del porto turistico
- Stazione della Guardia di Finanza
- Ufficio Sanità marittima, sulla banchina della teleferica
- Lega navale italiana
- Biglietterie per l'isola dell'Asinara
- Biglietteria Moby Lines, sulla banchina dell'alto fondale
- Diversi cantieri per la riparazione e il rimessaggio delle barche da diporto
- Museo del mare
- Punti di ristoro

### Il porto turistico
Questa è la parte di porto dove ormeggiano i pescherecci della marineria locale e le barche da diporto. È dotato di vari servizi come acqua, elettricità e servizi igienici. Ha una capienza di circa 400 posti barca, fino a 40 metri di lunghezza.

### Il porto industriale

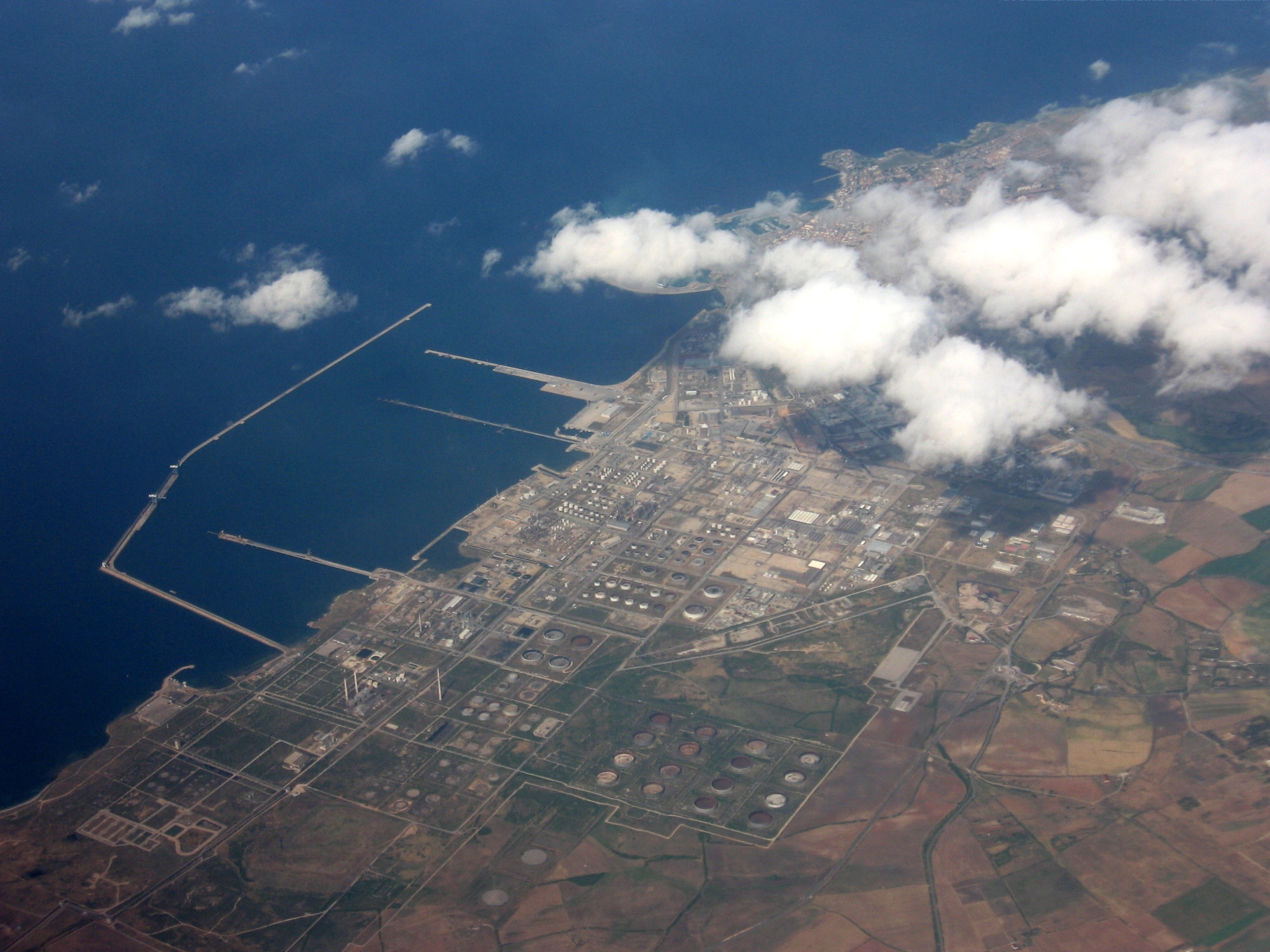
La zona industriale di Porto Torres e il suo relativo porto.

Il porto industriale è situato fuori dalla città, lungo la strada verso Stintino e Alghero. Attualmente nel porto industriale attraccano i traghetti provenienti dalla Spagna e dal Lazio (dai porti di Barcellona e Civitavecchia), per via dei lavori in corso nel porto commerciale. Il porto industriale è formato da diversi denti di attracco ed è diviso in due parti; una parte è accessibile a tutti mentre l'altra, per questioni di sicurezza, è accessibile solo al personale autorizzato.
- La parte accessibile è quella utilizzata per l'attracco dei traghetti passeggeri diretti a Genova, Civitavecchia e Barcellona: questa parte è formata da un dente di attracco in cui possono ormeggiare tre o più navi per volta. In questa zona oltre allo sbarco passeggeri provenienti da Genova, Civitavecchia e Barcellona, si procede allo sbarco di merci, container, sabbie e minerali.
- La parte non accessibile è quella parte del porto dove attraccano navi petroliere, gasiere, carboniere e per il trasporto di prodotti chimici utilizzati nella vicina area industriale e nel polo petrolchimico. È la parte più estesa del porto, formata da due denti di attracco e una diga foranea dotata di due grandi gru. Vi attraccano le navi da carico di grandi dimensioni; la banchina è lunga 800 metri.

## Rotte
| Compagnia                           | Collegamento                             | Frequenza                                                           | Note  |
| ----------------------------------- | ---------------------------------------- | ------------------------------------------------------------------- | ----- |
| Tirrenia                            | Genova                                   | Giornaliera (invernale) Plurigiornaliera (estiva)                   | [ 8 ] |
| Grandi Navi Veloci                  | Genova                                   | Trisettimanale                                                      | [ 8 ] |
| Corsica Ferries - Sardinia Ferries  | Ajaccio, Porto Vecchio, Livorno e Tolone | Settimanale                                                         | [ 8 ] |
| Grimaldi Lines                      | Civitavecchia                            | Pentasettimanale                                                    | [ 8 ] |
| Grimaldi Lines                      | Barcellona                               | Pentasettimanale                                                    | [ 8 ] |
| Compagnie méridionale de navigation | Marsiglia                                | Settimanale                                                         | [ 8 ] |
| Compagnie méridionale de navigation | Propriano                                | Settimanale                                                         | [ 8 ] |
| Delcomar                            | Asinara                                  | Giornaliero (alta e media stagione) Trisettimanale (bassa stagione) | [ 9 ] |

## Traffico passeggeri
|           | 2009    | 2019      | 2022      |
| --------- | ------- | --------- | --------- |
| Gennaio   | 13.312  | 19.893    | 21.130    |
| Febbraio  | 12.716  | 13.461    | 13.416    |
| Marzo     | 14.329  | 17.074    | 19.897    |
| Aprile    | 32.595  | 51.662    | 47.939    |
| Maggio    | 42.461  | 55.328    | 60.506    |
| Giugno    | 73.674  | 119.118   | 121.237   |
| Luglio    | 102.776 | 219.464   | 241.981   |
| Agosto    | 121.064 | 329.501   | 295.862   |
| Settembre | 42.110  | 151.483   | 171.863   |
| Ottobre   | 23.130  | 46.714    | 74.302    |
| Novembre  | 11.765  | 19.574    |           |
| Dicembre  | 24.576  | 26.787    |           |
| ANNO      | 514.508 | 1.070.059 | 1.068.133 |